# کیم یون-جی
کیم یون-جی (به انگلیسی: Kim Yoon-ji)(زاده ۶ سپتامبر ۱۹۸۸) خواننده، بازیگر آمریکایی با اصالتی از کره‌ای است.
او در فیلم سرقت بازی کرده‌است.